# سيد مودي
سيد مودي (بالإنجليزية: Syed Modi) هو لاعب كرة الريشة هندي، ولد في 31 ديسمبر 1962 في Sardarnagar ‏ في الهند، وتوفي في 28 يوليو 1988 في لكناو في الهند.

## روابط خارجية
- سيد مودي على موقع اتحاد ألعاب الكومنولث (مؤرشف) (الإنجليزية)